# Superliga de Grecia 2020-21
La temporada 2020-21 es la edición número 85 de la Superliga de Grecia. La misma comenzó el 11 de septiembre de 2020 y terminará en 2021. Olympiacos es el campeón defensor.

## Ascensos y descensos
Panionios descendió tras quedar último en la temporada 2019-20. PAS Giannina ascendió tras coronarse campeón de la Segunda División 2019-20.
| Pos. | Descendidos de la Superliga de Grecia 2019-20 |
| ---- | --------------------------------------------- |
| 13.º | Xanthi                                        |
| 14.º | Panionios                                     |

| Pos. | Ascendido de la Segunda Superliga de Grecia 2019-20 |
| ---- | --------------------------------------------------- |
| 1.º  | PAS Giannina                                        |
| 2.º  | Apollon Smyrnis                                     |

## Formato
Los 14 equipos participantes juegan entre sí todos contra todos a dos ruedas, totalizando 26 partidos cada uno. Al término de la fecha 26, los seis primeros clasificados disputarán la Ronda campeonato, mientras que los ocho restantes pasarán a jugar la Ronda por la permanencia. Los puntos obtenidos hasta la última fecha de la fase regular serán transferidos a la segunda fase, respectivamente a la zona en que se encuentre cada club.

## Información de los equipos
A continuación se muestra la lista de clubes que compiten en la Superliga 2020-21, con su respectiva ubicación y estadio.
| Equipo            | Ciudad       | Estadio                          | Capacidad |
| ----------------- | ------------ | -------------------------------- | --------- |
| AEK Atenas        | Atenas       | Estadio Olímpico de Atenas       | 69.618    |
| AEL               | Larissa      | AEL FC Arena                     | 16,118    |
| Apollon Smyrnis   | Atenas       | Georgios Kamaras Stadium         | 14.200    |
| Aris Thessaloniki | Thessaloniki | Estadio Kleanthis Vikelidis      | 22,800    |
| Asteras Tripoli   | Trípoli      | Estadio Theodoros Kolokotronis   | 7,442     |
| Atromitos         | Peristeri    | Estadio Peristeri                | 9,050     |
| Lamia             | Lamía        | Estadio Municipal de Lamia       | 5,500     |
| OFI               | Heraklion    | Estadio Theodoros Vardinogiannis | 9,088     |
| Olympiacos        | Piraeus      | Estadio Georgios Karaiskakis     | 32.115    |
| Panathinaikos     | Atenas       | Estadio Apostolos Nikolaidis     | 16.620    |
| Panetolikos       | Agrinio      | Estadio Panetolikos              | 7,321     |
| PAOK Salónica     | Thessaloniki | Estadio La Tumba                 | 28.703    |
| PAS Giannina      | Ioannina     | Estadio Zosimades                | 7,652     |
| Volos             | Volos        | Estadio Panthessaliko            | 22,700    |

## Temporada regular

### Tabla de posiciones
| Pos. | Equipo           | Pts. | PJ | G  | E  | P  | GF | GC | Dif. | Clasificación            |
| ---- | ---------------- | ---- | -- | -- | -- | -- | -- | -- | ---- | ------------------------ |
| 1    | Olympiacos       | 67   | 26 | 21 | 4  | 1  | 64 | 13 | +51  | Ronda por el campeonato  |
| 2    | Aris Salónica    | 51   | 26 | 15 | 6  | 5  | 34 | 16 | +18  | Ronda por el campeonato  |
| 3    | AEK Atenas       | 48   | 26 | 14 | 6  | 6  | 41 | 29 | +12  | Ronda por el campeonato  |
| 4    | PAOK Salónica    | 47   | 26 | 13 | 8  | 5  | 49 | 26 | +23  | Ronda por el campeonato  |
| 5    | Panathinaikos    | 45   | 26 | 13 | 6  | 7  | 30 | 19 | +11  | Ronda por el campeonato  |
| 6    | Asteras Tripolis | 42   | 26 | 11 | 9  | 6  | 27 | 25 | +2   | Ronda por el campeonato  |
| 7    | Volos            | 33   | 26 | 8  | 9  | 9  | 26 | 32 | −6   | Ronda por la permanencia |
| 8    | PAS Giannina     | 31   | 26 | 8  | 7  | 11 | 23 | 26 | −3   | Ronda por la permanencia |
| 9    | Apollon Smyrnis  | 28   | 26 | 8  | 4  | 14 | 26 | 35 | −9   | Ronda por la permanencia |
| 10   | Atromitos        | 28   | 26 | 6  | 10 | 10 | 24 | 35 | −11  | Ronda por la permanencia |
| 11   | Lamia            | 23   | 26 | 5  | 8  | 13 | 14 | 38 | −24  | Ronda por la permanencia |
| 12   | Panetolikos      | 20   | 26 | 4  | 8  | 14 | 13 | 32 | −19  | Ronda por la permanencia |
| 13   | OFI              | 19   | 26 | 5  | 4  | 17 | 22 | 43 | −21  | Ronda por la permanencia |
| 14   | AEL              | 16   | 26 | 3  | 7  | 16 | 18 | 42 | −24  | Ronda por la permanencia |

Actualizado a los partidos jugados el 14 de marzo de 2021.
 Fuente: Super League, Soccerway
Criterios de clasificación: 1) Puntos; 2) puntos entre sí; 3) diferencia de goles; 4) Goles marcados.

### Resultados
| Local \ Visitante | AEK | AEL | APO | ARI | AST | ATR | LAM | OFI | OLY | PNA | PNE | PAK | PAS | VOL |
| ----------------- | --- | --- | --- | --- | --- | --- | --- | --- | --- | --- | --- | --- | --- | --- |
| AEK Atenas        | —   | 4–1 | 2–0 | 0–2 | 2–2 | 2–1 | 3–0 | 2–1 | 1–1 | 1–2 | 1–0 | 1–1 | 0–2 | 2–2 |
| AEL               | 2–4 | —   | 0–1 | 0–3 | 1–3 | 0–0 | 0–1 | 0–1 | 1–3 | 1–1 | 1–0 | 1–1 | 0–0 | 0–0 |
| Apollon Smyrnis   | 3–4 | 1–0 | —   | 0–1 | 0–1 | 2–1 | 0–1 | 2–1 | 1–3 | 0–1 | 1–0 | 1–3 | 1–2 | 3–3 |
| Aris Salónica     | 0–1 | 1–0 | 1–0 | —   | 1–0 | 3–0 | 3–1 | 1–0 | 1–2 | 0–1 | 0–0 | 1–0 | 2–2 | 2–0 |
| Asteras Tripolis  | 1–2 | 1–0 | 0–0 | 2–1 | —   | 2–0 | 0–0 | 1–0 | 0–4 | 1–0 | 2–0 | 2–1 | 0–1 | 1–1 |
| Atromitos         | 1–0 | 1–1 | 2–2 | 2–2 | 1–1 | —   | 2–1 | 0–0 | 0–1 | 2–3 | 2–0 | 3–2 | 0–2 | 0–2 |
| Lamia             | 0–1 | 2–1 | 1–0 | 2–0 | 2–2 | 0–0 | —   | 1–2 | 0–6 | 0–2 | 0–0 | 0–2 | 0–0 | 1–2 |
| OFI               | 0–2 | 2–3 | 0–2 | 0–3 | 0–1 | 2–2 | 2–0 | —   | 0–2 | 2–2 | 1–1 | 0–3 | 2–1 | 1–2 |
| Olympiacos        | 3–0 | 5–1 | 2–0 | 1–1 | 3–0 | 4–0 | 3–0 | 3–0 | —   | 1–0 | 2–0 | 3–0 | 1–0 | 4–1 |
| Panathinaikos     | 1–1 | 2–0 | 1–0 | 0–1 | 0–0 | 0–1 | 0–0 | 2–0 | 2–1 | —   | 2–1 | 2–1 | 2–0 | 1–1 |
| Panetolikos       | 0–2 | 2–1 | 0–1 | 0–1 | 1–1 | 1–1 | 0–0 | 2–1 | 1–2 | 1–0 | —   | 1–3 | 1–2 | 1–0 |
| PAOK Salónica     | 2–2 | 1–0 | 2–2 | 2–2 | 2–0 | 1–1 | 4–0 | 3–0 | 1–1 | 2–1 | 5–0 | —   | 2–1 | 3–1 |
| PAS Giannina      | 0–1 | 1–2 | 1–3 | 0–0 | 2–2 | 0–1 | 2–0 | 1–0 | 1–1 | 1–0 | 0–0 | 0–2 | —   | 0–1 |
| Volos             | 1–0 | 1–1 | 2–0 | 0–1 | 0–1 | 1–0 | 1–1 | 1–4 | 1–2 | 0–2 | 0–0 | 0–0 | 2–1 | —   |

## Ronda Campeonato

### Clasificación
| Pos. | Equipo           | Pts. | PJ | G  | E  | P  | GF | GC | Dif. | Clasificación 2021–22                       |
| ---- | ---------------- | ---- | -- | -- | -- | -- | -- | -- | ---- | ------------------------------------------- |
| 1    | Olympiacos (C)   | 90   | 36 | 28 | 6  | 2  | 82 | 19 | +63  | Primera ronda de la Liga de Campeones       |
| 2    | PAOK Salónica    | 67   | 36 | 19 | 10 | 7  | 61 | 33 | +28  | Segunda ronda de la Liga Europa Conferencia |
| 3    | Aris Salónica    | 61   | 36 | 17 | 10 | 9  | 41 | 26 | +15  | Segunda ronda de la Liga Europa Conferencia |
| 4    | AEK Atenas       | 60   | 36 | 17 | 9  | 10 | 53 | 45 | +8   | Segunda ronda de la Liga Europa Conferencia |
| 5    | Panathinaikos    | 53   | 36 | 14 | 11 | 11 | 41 | 34 | +7   |                                             |
| 6    | Asteras Tripolis | 48   | 36 | 11 | 15 | 10 | 35 | 39 | −4   |                                             |

Actualizado a los partidos jugados el 16 de mayo de 2021.
 Fuente: Superleague Grecia, Soccerway
Criterios de clasificación: 1) Puntos; 2) puntos entre sí; 3) diferencia de goles; 4) Goles marcados.

### Resultados
| Local \ Visitante | AEK | ARI | AST | OLY | PNA | PAK |
| ----------------- | --- | --- | --- | --- | --- | --- |
| AEK Atenas        | —   | 0–0 | 3–1 | 1–5 | 1–1 | 1–2 |
| Aris Salónica     | 1–3 | —   | 2–0 | 1–1 | 0–0 | 0–1 |
| Asteras Tripolis  | 1–1 | 1–1 | —   | 0–0 | 2–2 | 1–1 |
| Olympiacos        | 2–0 | 1–0 | 1–0 | —   | 3–1 | 1–0 |
| Panathinaikos     | 0–1 | 1–2 | 2–2 | 1–4 | —   | 3–0 |
| PAOK Salónica     | 3–1 | 2–0 | 0–1 | 2–0 | 0–0 | —   |

## Ronda por la Permanencia

### Tabla de posiciones
| Pos. | Equipo          | Pts. | PJ | G  | E  | P  | GF | GC | Dif. | Clasificación 2021–22                          |
| ---- | --------------- | ---- | -- | -- | -- | -- | -- | -- | ---- | ---------------------------------------------- |
| 1    | Volos           | 43   | 33 | 10 | 13 | 10 | 34 | 37 | −3   |                                                |
| 2    | Atromitos       | 37   | 33 | 8  | 13 | 12 | 30 | 40 | −10  |                                                |
| 3    | PAS Giannina    | 35   | 33 | 9  | 8  | 16 | 27 | 36 | −9   |                                                |
| 4    | Lamia           | 35   | 33 | 8  | 11 | 14 | 21 | 42 | −21  |                                                |
| 5    | Apollon Smyrnis | 34   | 33 | 9  | 7  | 17 | 29 | 40 | −11  |                                                |
| 6    | OFI             | 32   | 33 | 8  | 8  | 17 | 30 | 47 | −17  |                                                |
| 7    | Panetolikos (O) | 28   | 33 | 6  | 10 | 17 | 20 | 44 | −24  | Play-off de descenso                           |
| 8    | AEL (D)         | 27   | 33 | 6  | 9  | 18 | 25 | 47 | −22  | Descenso a Segunda Superliga de Grecia 2021-22 |

Actualizado a los partidos jugados el 19 de mayo de 2021.
 Fuente: Superleague Grecia, Soccerway
Criterios de clasificación: 1) Puntos; 2) puntos entre sí; 3) diferencia de goles; 4) Goles marcados.

### Resultados
| Local \ Visitante | AEL | APO | ATR | LAM | OFI | PNE | PAS | VOL |
| ----------------- | --- | --- | --- | --- | --- | --- | --- | --- |
| AEL               | —   | —   | —   | —   | 0–1 | 1–1 | 2–0 | —   |
| Apollon Smyrnis   | 0–2 | —   | —   | 0–1 | 0–0 | —   | —   | 0–0 |
| Atromitos         | 0–1 | 1–1 | —   | 0–0 | —   | —   | —   | 1–0 |
| Lamia             | 0–0 | —   | —   | —   | 0–2 | —   | —   | 1–1 |
| OFI               | —   | —   | 1–1 | —   | —   | 2–2 | 2–1 | —   |
| Panetolikos       | —   | 1–0 | 1–3 | 0–3 | —   | —   | —   | —   |
| PAS Giannina      | —   | —   | 1–0 | 1–2 | —   | 0–1 | —   | —   |
| Volos             | 3–1 | —   | —   | —   | 0–0 | 3–1 | 1–1 | —   |

## Playoffs de descenso
El equipo ubicado en la posición 13 jugó un partido de ida y vuelta con el segundo clasificado de la Segunda Superliga 2020-21
| Equipo 1 | Agr. | Equipo 2    | Ida | Vuelta |
| -------- | ---- | ----------- | --- | ------ |
| Xanthi   | 2-2  | Panetolikos | 2–1 | 1-0    |